# Naczelni rabini Izraela
Naczelni rabini Izraela – lista aszkenazyjskich i sefardyjskich naczelnych rabinów Izraela.
Naczelni rabini Izraela wybierani są na 10-letnią kadencję. Pełnią oni funkcję przewodniczącego Naczelnego Rabinatu Izraela, zmieniając się co jakiś czas na tym stanowisku. Naczelny Rabinat jest prawnie uznanym naczelnym autorytetem halachicznym i duchowym w Izraelu. Odpowiada on m.in. za wydawanie certyfikatów koszerności, ordynowanie rabinów, certyfikowanie mohelów oraz małżeństwa.

## aszkenazyjscy
- 1948–1959 – Jicchak Halewi Herzog
- 1964–1973 – Isser Jehuda Unterman
- 1973–1983 – Szlomo Goren
- 1983–1993 – Awraham Szapira
- 1993–2003 – Jisra’el Me’ir Lau
- 2003–2013 – Jona Metzger
- 2013–2024 – Dawid Lau
- od 2024 – Kalman Ber

## sefardyjscy
- 1948–1953 – Ben-Cijjon Meir Hai Uziel
- 1955–1973 – Jicchak Nissim
- 1973–1983 – Owadia Josef
- 1983–1993 – Mordechaj Elijahu
- 1993–2003 – Elijahu Bakszi-Doron
- 2003–2013 – Szelomo Amar
- 2013–2024 – Jicchak Josef
- od 2024 – Dawid Josef